# Naxxar
Naxxar é um povoado da ilha de Malta em Malta.